# Мечеть плаща Пророка
Мечеть плаща Пророка (осман. خرقه شریف جامعي ‎ тур. Hırka-i Şerif Camii) — історична мечеть в Стамбулі, Туреччина. Свою назву вона отримала від реліквії — плаща пророка Мухаммеда, який у ній зберігається.

## Мечеть
Розташовується в кварталі Мухтесіп Іскендер Махалле Хирка-і Шериф, в стамбульському районі Фатіх. Зведена за розпорядженням султана Османа Абдул-Меджіда I (правив у 1839-1861). Будівництво почалося в 1847 після експропріації будівель в місці планованої мечеті і завершено в 1851. Мечеть асоціюється з реліквією, плащем пророка Мухаммеда, який подарований Увайсу аль-Карані, відомому як Вейсель Карані турецькою мовою, ісламському діячеві VII століття з Ємену, що особливо шанується серед турків.
Крім самої мечеті до її комплексу входили павільйон для султана, особняк для сім'ї, що володіє реліквією, та їхніх нащадків, приміщення для варти, що відповідала за охорону реліквії, і для слуг. Мечеть, архітектор якої невідомий, розташована в центрі обнесеного стіною двору, який має три брами, розташовані на різних сторонах. У плані храм має форму восьмикутної призми, яка, ймовірно, була частково запозичена у єрусалимського Купола Скелі, побудованого в 688-692. Купол мечеті має діаметр 11,5 м. Для зберігання реліквії до стіни, зверненої до кіблі, прироблено невелику восьмикутну призматичну будову. У прибудові є входи у внутрішній двір та вихід до мечеті. Мечеть і будову для зберігання реліквії зведені з вапняку. Їхні куполи зроблені з покритої свинцем цегляної кладки.
У минулому мечеть і будова з реліквією неодноразово піддавалися консерваційним та реставраційним роботам. З 2017 мечеть закрита для релігійних служб, перебуваючи на реставрації.

## Священний плащ пророка Мухаммеда
Реліквія, яка перебувала у володінні нащадків Увайса аль-Карані, спочатку опинилася в західній Анатолії, а XVII столітті доставлена до Стамбула за указом султана Ахмеда I (правив у 1603-1617). Вона зберігалася у резиденції сім'ї нащадків Увайсу аль-Карані. Відомо, що з початку XVIII століття плащ Мухаммеда виставлявся під час Рамадану у спеціально побудованій кам'яній камері.
Османські султани XVIII і XIX століть виявляли шанобливість до цієї реліквії та побудували для неї додаткові спеціальні кам'яні камери, які полегшували паломникам доступ до реліквії. За часів Османської імперії плащ Мухаммеда виставлявся в другій половині місяця Рамадан, так третій тиждень місяця посту був відведений для відвідувачів чоловічої статі, а четвертий — для жінок.
У республіканську епоху від цього правила відмовилися, і відвідування представників різних статей одночасно стало звичайною справою. Під час ночі аль-Кадр, священної ночі в місяці Рамадан, паломництво до реліквії здійснюється в період від здійснення таравиха, додаткової нічної молитви до Рамадану, до фаджра, ранкової молитви.
Плащ пророка Мухаммеда, як і раніше, виставляється на загальний огляд протягом чотирьох тижнів, починаючи з першої п'ятниці священного місяця і аж до передодня святкування Ід-аль-Фітра.